# Lydia Benz-Burger
Lydia Benz-Burger (Freienwil, 26 september 1919 - Affoltern am Albis, 21 mei 2008) was een Zwitserse telefoniste, redactrice, politica en feministe.

## Biografie

### Afkomst en opleiding
Lydia Benz-Burger was een dochter van Auguste Burger, een landbouwer. Ze was getrouwd met Henry Benz, een elektricien en verkoper. Aanvankelijk was ze telefoniste, maar ze volgde ook avondonderwijs in Zürich, waar ze in 1945 haar diploma behaalde. Ze ging aan de slag als redactrice bij het Meyers Modeblatt. Daarnaast studeerde ze Duitse taal en literatuur, journalistiek en geschiedenis aan de Universiteit van Zürich, waar ze in 1953 haar doctoraat behaalde.

### Carrière
Lydia Benz-Burger was van 1956 tot 1986 directrice van de Schweizerische Gesellschaft für Theaterkultur. Ze was tevens redactrice bij de Staatsbürgerin. Vanaf 1957 was ze lid van de Frauenstimmrechtsverein Zürich, een Zürichse organisatie die opkwam voor het vrouwenstemrecht. Ze was van 1960 tot 1968 ook voorzitster van de perscommissie van het Schweizerischer Verband für Frauenstimmrecht. Vervolgens was ze van 1968 tot 1971 voorzitster van het Schweizerischer Verband der Akademikerinnen.
Tussen 1970 en 1974 zetelde Benz-Burger namens de Lijst van Onafhankelijken in de gemeenteraad van de stad Zürich. In die functie deed ze diverse voorstellen ter bevordering van de gelijkheid tussen mannen en vrouwen in het onderwijs en beroepsleven. Bij de federale parlementsverkiezingen van 1975 kwam ze op met de eerste feministische lijst. Van 1975 tot 1981 was ze voorzitster van het comité achter het bevolkingsinitiatief voor gelijke rechten tussen mannen en vrouwen.